# Колесник Ірина Іванівна
Колесник Ірина Іванівна (нар. 2 червня 1952) — український історик. Доктор історичних наук (1991), професор (1999).

## Біографія
Народилась в місті Дніпро. Закінчила історичний факультет Дніпропетровського державного університету (1974).

## Кар'єра
1974—77 — навчалася в аспірантурі на кафедрі історіографії та джерелознавства історичного факультету Дніпропетровського державного університету. 1978—2006 працювала в університеті (1978—80 — на посаді асистента, 1980—1982 — викладача, 1982—92 — доцента, 1992—2006 — професора). 
2002—2006 — радник Голови ВР України. Одночасно із 2002 — провідний н. с. відділу української історіографії та спеціальних історичних дисциплін Інституту історії України НАН України. 
2000—2004 та від 2006 — член Експертної ради з історичних наук ВАК України.

## Наукова діяльність
Спеціалізується на питаннях теорії та історії історичної науки, російської та української історіографії XVIII – XIX ст., наукознавства та культурології.
1979 року в Московському історико-архівному інституті захистила дисертацію на здобуття наукового ступеня кандидата історичних наук на тему: «Полемика вокруг „Истории России с древнейших времен“ С. М. Соловьева в российской дореволюционной историографии».
1991 року у Російському державному гуманітарному університеті захистила дисертацію на здобуття наукового ступеня доктора історичних наук на тему: «Зарождение и развитие историографических знаний в России (конец 18 — начало 19 в.)».
Академік Української Академії історичних наук (1999). 
Член редколегій та редакційних рад низки академічних видань: «Історіографічні дослідження в Україні», «Регіональна історія України», «Наддніпрянська Україна: історичні процеси, події, постаті», «Харківського історіографічного збірника», Інститут історії Польської академії наук, Наукова Рада щорічника «Klio Polska. Studia i Materialy z Dziejow Historiografii Polskiej». 
Відповідальний редактор альманаху з теорії та історії історичної науки «Ейдос» (2005—2017).
Член Товариства Історіографічного та Польсько-української групи з проблем історії історіографії та теорії історії;

## Нагороди
- Грамота Верховної Ради України «За заслуги перед Українським народом» (2011)
- Почесна відзнака «Трудова слава» Міжнародної академії рейтингових технологій і соціології «Золота фортуна» (2015)

## Основні праці
- Глобальна історія як квест для українських істориків // Український історичний журнал. – 2021. – №5. – С.147-165.[1]
- Глобальна історія. Історія понять / НАН України. Інститут історії України. К., 2019. 348 с.[2];
- Інститут історії України: Нове українське відродження / Відп. ред. В. Смолій. HAH України. К., 2016[3];
- Українська історіографія: концептуальна історія. К., 2013;
- Гоголь. Мережі культурно-інтелектуальних комунікацій. Монографія. К., 2009:
- Українська історіографія (XVIII – початок XX ст.). Навчальний посібник для студентів вищих навчальних закладів. К., 2000;
- Историографическая мысль в России: от Татищева до Карамзина. Днепропетровск, 1993;
- Развитие историографической мысли в России XVIII – первой половины XIX в. Днепропетровск, 1990;
- История русской историографии XVIII — первой половины XIX в. Днепропетровск, 1987.